# Raccord Godard
El raccord Godard es un recurso de montaje cinematográfico, o edición audiovisual, utilizado por primera vez por el cineasta Jean-Luc Godard en su film À bout de souffle (Sin aliento) de 1960.

## Recurso
Este recurso se desprende del corte en movimiento tan usado en el cine clásico, que consiste en disimular la transición entre dos plano realizando el corte cuando uno de los personajes realiza un movimiento. El raccord Godard se ancla en esa lógica pero no respeta la continuidad cinematográfica espacio-tiempo del cine clásico. Este recurso consta en la unión de dos planos, a través del movimiento de un personaje, pero sin que estos movimientos se hayan hecho en el mismo espacio y en continuidad directa de tiempo. Ahí radica la diferencia de este recurso con el corte en movimiento. Por ejemplo, en una transición por corte, en el plano inicial un personaje comienza un movimiento (Michel inicial la salida del automóvil) y en el siguiente plano, después del corte, continúa y termina otro movimiento pero en un espacio y tiempo diferente (Michel abre la puerta de una cabina de teléfonos e ingresa) como se puede ver en la Imagen 1. Se ligan dos movimientos que conllevan dos situaciones diferentes, en dos espacios y tiempos diferentes, para buscar el dinamismo en la narración audiovisual, por razones estéticas o por razones expresivo-intelectuales. Se basa en el dinamismo que ofrece el corte en movimiento, pero sin respetar el raccord (continuidad cinematográfica) de espacio y tiempo de la acción.

## Ejemplos en películas
En una de las secuencia musicales de El graduado de 1967, el protagonista se eleva desde el agua de la piscina para subir encima de un flotador, el plano corta antes que logre subir. En el plano siguiente desciende en perfecta continuidad sobre la cama encima del cuerpo de la señora Robinson. Imagen 2.
En la secuencia inicial de Matrix de 1999 el personaje de Trinity huyendo de los agentes, luego de entrar de cabeza por la ventana y caer por las escaleras de un edificio, hace el gesto de levantarse del suelo, y el plano corta antes que se levante. En el plano siguiente en movimiento continúa ya con ella corriendo por una calle.